# سونتو
سونتو یک روستا در ایران است که در استان زنجان واقع شده‌است. سونتو ۴۶۵ نفر جمعیت دارد.